# Burbach (Eifel)

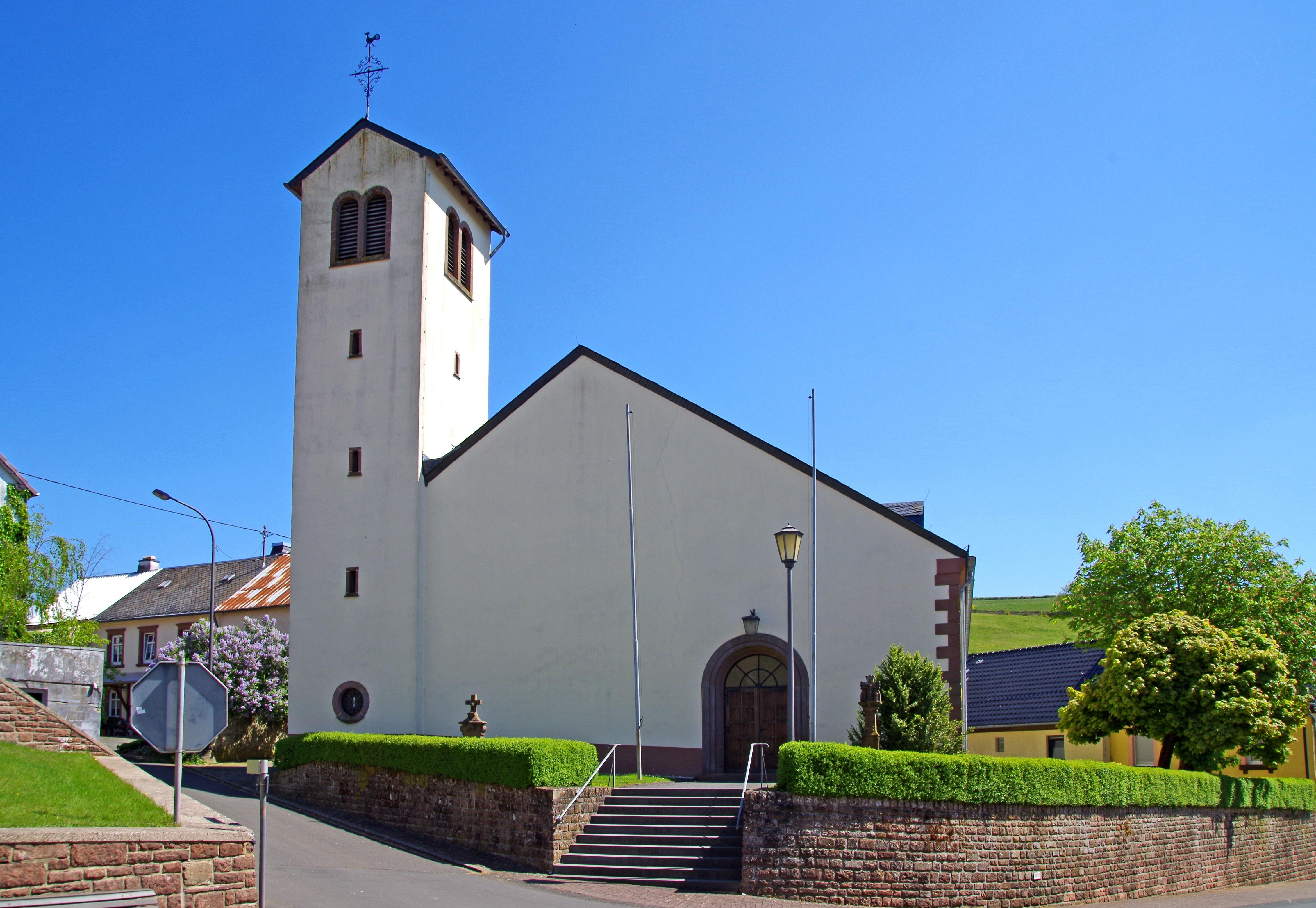
Pfarrkirche St. Margaretha

Burbach in der Eifel ist eine Ortsgemeinde im Eifelkreis Bitburg-Prüm in Rheinland-Pfalz. Sie gehört seit dem 1. Juli 2014 der Verbandsgemeinde Bitburger Land an.

## Geographie
Burbach liegt am nördlichen Rand der Kyllburger Waldeifel. Zur Gemeinde Burbach gehören auch der Ortsteil Neustraßburg sowie die Wohnplätze Burbachermühle (auch Evensmühle genannt), Dahlheckhof, Hof Lietzkreuz und In der Katzenbach sowie der Weiler Neuenweiher, der anteilig auch zur Gemeinde Balesfeld gehört.

Auf der Gemarkung, nordöstlich von Neustraßburg, entspringt der Balesfelder Bach, an dem auch Burbachermühle liegt.
An die Gemarkung von Burbach grenzen im Uhrzeigersinn die bereits zum Landkreis Vulkaneifel gehörenden Ortsgemeinden Mürlenbach und Densborn, die zur eigenen Verbandsgemeinde zählenden Ortsgemeinden Neidenbach, Neuheilenbach, Balesfeld, Sefferweich und Seffern, sowie die bereits zur Verbandsgemeinde Prüm gehörenden Ortsgemeinden Nimshuscheid, Wawern, Seiwerath und Hersdorf.

## Geschichte
Das Areal um Burbach war vermutlich schon zur Zeit der Römer besiedelt. Dies belegt der Fund eines römischen Brandgräberfeldes östlich von Neuheilenbach. 1937 fand man hier drei ärmlich ausgestattete Grabstellen aus dem 2. Jahrhundert n. Chr. Es handelt sich um quadratische Grabgruben mit einer Seitenlänge von 30 bis 40 cm in denen drei bis vier Gefäße standen.
Bis 1576 gehörte Burbach zum Territorium der Abtei Prüm. Der Trierer Kurfürst Jakob III. von Eltz übernahm das Prümer Territorium, der Ort gehörte seitdem bis zum Ende des 18. Jahrhunderts landesherrlich zum Kurfürstentum Trier und zur Schultheißerei Seffern innerhalb des Amtes Prüm.
Im Jahr 1794 hatten französische Revolutionstruppen das Linke Rheinufer besetzt. Unter der französischen Verwaltung wurde Burbach 1798 dem Kanton Kyllburg zugeordnet, der zum Arrondissement Prüm im Saardepartement gehörte. Burbach wurde Sitz einer Mairie.
Nach der Niederlage Napoleons und der Übernahme der Region durch das Königreich Preußen aufgrund der Beschlüsse auf dem Wiener Kongress (1815) wurde Burbach Verwaltungssitz der gleichnamigen Bürgermeisterei im Kreis Prüm des Regierungsbezirks Trier, der 1822 Teil der preußischen Rheinprovinz wurde. Ab 1823 verwaltete das Bürgermeistereiamt in Schönecken in Personalunion auch die Bürgermeisterei Burbach.
Nach dem Ersten Weltkrieg wurde die gesamte Region zeitweise französisch besetzt. Die Bürgermeisterei wurde 1927 in Amt Burbach umbenannt und 1936 – zusammen mit anderen Ämtern – zum Amt Schönecken zusammengelegt. Nach dem Zweiten Weltkrieg der französischen Besatzungszone zugeordnet, ist Burbach seit 1946 Teil des damals neu gebildeten Landes Rheinland-Pfalz. Bei der Auflösung der Ämter im Rahmen der rheinland-pfälzischen Gebiets- und Verwaltungsreform kam der Ort 1970 zur Verbandsgemeinde Kyllburg, die 2014 in die Verbandsgemeinde Bitburger Land aufging.
Bevölkerungsentwicklung
Die Entwicklung der Einwohnerzahl von Burbach, die Werte von 1871 bis 1987 beruhen auf Volkszählungen:
| Jahr | Einwohner |
| ---- | --------- |
| 1815 | 328       |
| 1835 | 420       |
| 1871 | 510       |
| 1905 | 437       |
| 1939 | 555       |
| 1950 | 502       |
| 1961 | 553       |

| Jahr | Einwohner |
| ---- | --------- |
| 1970 | 576       |
| 1987 | 609       |
| 1997 | 654       |
| 2005 | 627       |
| 2011 | 663       |
| 2017 | 671       |
| 2023 | 723       |

## Politik

### Gemeinderat
Der Gemeinderat in Burbach besteht aus zwölf Ratsmitgliedern, die bei der Kommunalwahl am 9. Juni 2024 in einer Mehrheitswahl gewählt wurden, und dem ehrenamtlichen Ortsbürgermeister als Vorsitzendem.

### Bürgermeister
Johann Spoden wurde am 25. Juni 2019 Ortsbürgermeister von Burbach. Bei der Direktwahl am 26. Mai 2019 war er mit einem Stimmenanteil von 62,81 % gewählt worden. Bei der Direktwahl am 9. Juni 2024 wurde Spoden ohne Gegenkandidat mit 82,9 % der Stimmen für fünf weitere Jahre in seinem Amt bestätigt.
Spodens Vorgänger als Ortsbürgermeister war Rudi Hau.

### Wappen
| Wappen von Burbach | Blasonierung: „Das Wappen ist Silber über Rot schräglinks geteilt, ein rotes Vortragekreuz im oberen Bereich, in der unteren Hälfte eine Mitra.“   |
| Wappen von Burbach | Wappenbegründung: Burbach gehörte bis zum 16. Jahrhundert zur Fürstabtei Prüm. Die Zugehörigkeit zur Abtei Prüm wird durch eine Mitra dargestellt. |

## Wirtschaft und Infrastruktur

### Bildung
Im Ort gibt es eine Grundschule und den Kindergarten Haus Margarete.

### Verkehr
Burbach ist durch die Landesstraße 33 erschlossen.